# Морчиладзе, Шота Гивиевич
Шота Гивиевич Морчиладзе (15 февраля 1951, Тбилиси — 2004) — советский борец классического стиля, чемпион и призёр чемпионатов СССР, чемпион Европы, призёр чемпионатов мира, мастер спорта СССР международного класса (1973).

## Биография
Увлёкся борьбой в 1964 году. В 1969 году выполнил норматив мастера спорта СССР. Участвовал в девяти чемпионатах СССР. Победитель международных турниров. В 1969—1976 годах член сборной команды страны. В 1981 году оставил большой спорт.

## Спортивные результаты
- Чемпионат СССР по классической борьбе 1970 года — ;
- Чемпионат СССР по классической борьбе 1973 года — ;
- Чемпионат СССР по классической борьбе 1974 года — ;
- Абсолютный чемпионат СССР по классической борьбе 1974 года — ;
- Классическая борьба на летней Спартакиаде народов СССР 1975 года — ;
- Чемпионат СССР по классической борьбе 1977 года — ;
- Чемпионат СССР по классической борьбе 1978 года — ;
- Чемпионат СССР по классической борьбе 1980 года — ;
- Чемпионат СССР по классической борьбе 1981 года — ;